# Asteropeia
Asteropeia — рід квіткових рослин. Рід містить 8 відомих видів чагарників і невеликих дерев, усі ендемічні для Мадагаскару. Це єдиний рід родини Asteropeiaceae. Представники родини — вічнозелені дерева або кущі.
Члени родини були відокремлені від Theaceae на основі анатомії деревини системою APG 1998 року та віднесені до порядку Caryophyllales. Родина складається з одного роду Asteropeia, батьківщиною якого є Мадагаскар. Згідно з веб-сайтом AP, він утворює кладу разом із родиною Physenaceae (також Мадагаскар).